# Li Si
Li Si (?-207 v.Chr.) was eerste minister van China tijdens de Qin-dynastie. Hij was afkomstig uit Shangcai (in de huidige provincie Henan) in de staat Chu. 
Li Si was aanhanger van het legalisme. In 213 v.Chr. pleitte hij tijdens een banket voor een verbod op alle meningen die ingingen tegen het keizerlijk gezag. Dit kwam erop neer dat het legalisme de enige toegestane filosofie in China werd. Toen keizer Qin Shi Huang in 210 v.Chr. stierf, smeedde Li Si samen met de eunuch Zhao Gao met succes een complot om hun opponenten generaal Meng Tian en kroonprins Fu Su uit de weg te ruimen en in plaats daarvan de tweede zoon Hu Hai op de troon te zetten. 
In 207 v.Chr. werd Li Si beschuldigd van verraad door Zhao Gao die zijn neef Zi Ying op de troon wilde zetten. Hij werd gemarteld en geëxecuteerd door de straf van de "vijf smarten" die hijzelf tijdens zijn regering voor verraders voorzien had.
Li Si zou ook verantwoordelijk zijn voor de dood van de geleerde Han Fei.
- Bibliothèque nationale de France: cb180782962 (data)
- Gemeinsame Normdatei: 119483785
- International Standard Name Identifier: 0000 0000 6318 6114
- Library of Congress Control Number: n81126292
- Bibliotheek van het Japanse parlement: 001302729
- Nationale bibliotheek van Australië: 36607829
- Nationale Bibliotheek van Israël: 987007385553005171
- Nederlandse Thesaurus van Auteursnamen: 175024545
- Système universitaire de documentation: 075015846
- Trove: 1324514
- Virtual International Authority File: 42649330
- WorldCat: E39PCjxd7HtVqV76jRkvjY476q